# 液冷エンジン
液冷エンジン（えきれいエンジン）は、一般に水冷エンジンと呼ばれるものの他、水以外による液冷のエンジン（発動機）も含む総称である。環境温度が氷点下になった場合の凍結トラブルの防止や、金属の腐蝕の防止のために冷却水（クーラント）にジエチレングリコール等を混入するのは自動車等でも一般的であるが、普通は主成分が水であるため、水冷と称するのが普通である。なお、エンジン以外、たとえば電気機器の冷却等では、導電性がある水を嫌って、油冷などとすることはごく一般的である。冷却水（クーラント）にジエチレングリコールを混入させたことから純粋な「水」冷と言えないとして、主に航空機業界で使用された。
エンジンでは、エンジンオイルを冷却するオイルクーラーはごく一般的な装備であるが、エンジン自身の冷却にオイルを使用する手法があり、油冷エンジンと呼ばれることがある。また「液冷」とは称さないことが多いが、一例としては筒内ガソリン直噴式ではそのガソリンの気化による冷却効果がある。
油冷エンジンとしては、第二次大戦中のアメリカの戦闘機にそのような装置があったものをヒントとして、二輪車のエンジンに応用したものがスズキのSACS(Suzuki Advanced Cooling System)である。これはシリンダーヘッド内部に潤滑用とは別に大量のエンジンオイルを噴射して冷却を行うもので、1985年に発売されたスズキ・GSX-R750で初めて採用された。
「空冷エンジンとするかどうかは議論の分かれている。」などとするものがいるが、ここで述べているような油冷方式で主に冷却されるピストンなどは、（舶用のような超大型でもない限り）構造上水冷や、外気に触れさせて空冷にすることなどはほぼ困難であり、一般に冷却などで適宜複数の手法を併用するのは当然であるから「空冷エンジンとするかどうかという議論」自体が議論のための議論以上のものではないと思われる。議論が必要な場合があるとすれば、レースや入札などの競争（コンペティション）のルールが影響するといった場合ぐらいであろう。